# هیپ‌هاپ ساحل غربی
وست کوست هیپ هاپ (به انگلیسی: West Coast hip hop) یکی از شاخه‌های موسیقی هیپ هاپ است که از هنرمندان غرب ایالات متحده آمریکا به مرکزیت لس‌آنجلس تشکیل شده است. این شاخه به طور مستقیم و آشکار جزو رقیبان و دشمنان شاخه ایست کوست هیپ هاپ به حساب می‌رود. برخی براین باورند که پنج عنصر اصلی فرهنگ هیپ هاپ یعنی رقص بریک، بیت‌باکس، دی‌جی، گرافیتی و ام‌سی به طور همزمان از اواسط دهه هفتاد میلادی در شرق و غرب و ایالات متحده وجود داشته است.